# Rosettiges Rosenmoos
Das Rosettige Rosenmoos (Rhodobryum roseum, deutsch auch Echtes Rosenmoos) ist ein akrokarpes (gipfelfrüchtiges) Laubmoos, das besonders attraktive sattgrüne Polster bilden kann. Seine Stämmchen sind durch spezielle Leitungszellen, die die Weiterleitung von Assimilaten ermöglichen, relativ hochdifferenziert.

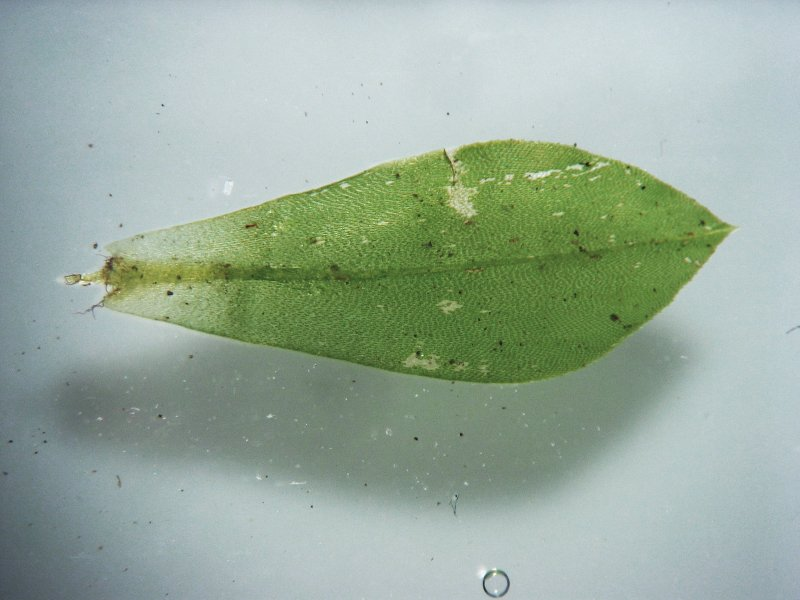
Blatt eines Rosenmooses

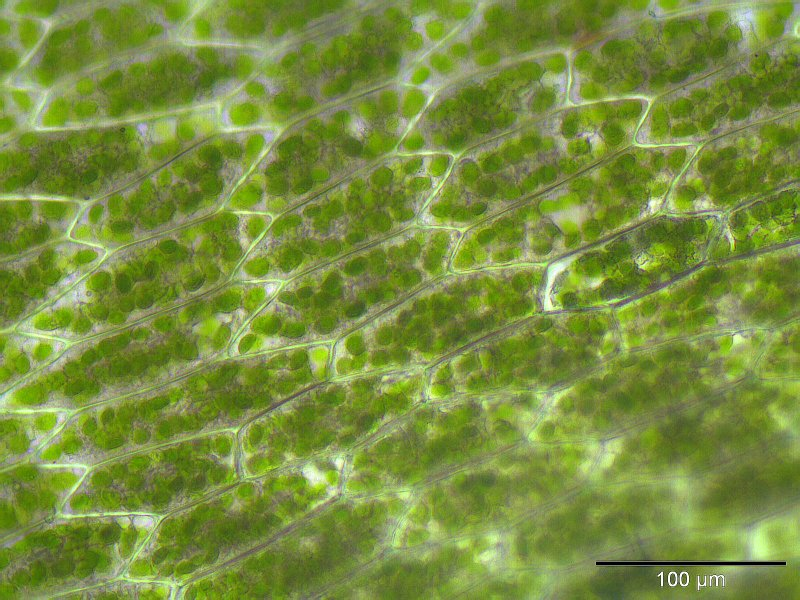
Laminazellen eines Rosenmooses

## Erkennungsmerkmale
Einzelne Pflanzen von Rhodobryum roseum werden etwa 5 bis 6 cm groß. Sie wachsen herdenweise eingesprengt zwischen anderen Moosen oder bilden dunkelgrüne Rasen. Das Moos zeichnet sich durch die großen, rosettig gestellten Schopfblätter an der Spitze des Stämmchens aus, während darunter am Stängel nur vereinzelt schuppenförmige, entfernt gestellte Blätter ausgebildet werden. Die Blattrosetten bestehen aus 15 bis 23 Blättern, die trocken gewellt und eingedreht sind. Die Blattränder sind im oberen Teil der Blätter zurückgebogen und gezähnt und weisen keinen deutlichen Saum auf. Die Mittelrippe endet unterhalb der Blattspitze. Die Laminazellen sind verlängert rhombisch bis hexagonal, etwa 100 bis 170 µm lang und 20 bis 40 µm breit. Die bis 5 cm lange, aufrechte Seta trägt eine hängende bis aufrechte, zylindrische, bräunlich gefärbte Sporenkapsel, die 16 bis 25 µm große Sporen ausbildet. Das diözische Moos entwickelt Sporophyten jedoch nur selten. Eine Sporenreife erfolgt im Winterhalbjahr.

## Vorkommen
Rhodobryum roseum besiedelt kalkarme bis -reiche, schwach basische bis schwach saure, humose, lehmige, sandig-lehmige Erde und ist an frischen bis feuchten, halbschattigen oder beschatteten, luftfeuchten Standorten in Wäldern und Gebüschen, an Böschungen, an feuchten Wegrändern, Bach- und Flussufern, in Auwäldern, an moorig-sumpfigen Stellen und seltener auf Wiesen und an Waldrändern zu finden. Typische Begleitmoose sind Calliergonella cuspidata, Cirriphyllum piliferum, Climacium dendroides, Plagiochila asplenoides, Plagiomnium affine, Plagiomnium undulatum, Rhizomnium punctatum oder Thuidium tamariscinum. Das in Deutschland und Europa weit verbreitete Moos dringt bis in subalpine Höhenstufen (etwa 2000 m) vor. Es kommt auch in Teilen Asiens und Nordamerika vor. Im Flachland ist das Moos jedoch etwas weniger häufig.